# 小栗家住宅
小栗家住宅（おぐりけじゅうたく）は、愛知県半田市中村町1-18にある歴史的建造物。明治初期から現在も住み続けられている小栗家の邸宅である。国の重要文化財に指定されている。

## 建築
半田市の豪商であった小栗家の店舗兼邸宅（町屋）で明治時代初期に建築された。主屋は寄棟造り・桟瓦葺の屋根をもつ木造二階建てで、店舗部分は萬三商店の旧本社事務所として使用されていた。

## 歴史
2004年（平成16年）3月2日に、主屋、書院、辰巳蔵、茶室、渡り廊下、茶室、表門、北座敷、離れの8件が国の登録有形文化財に登録され、2006年（平成18年）から2016年（平成28年）まで、事務所部分を半田市観光協会が「蔵のまち観光案内所」として利用した。毎年4月には日本最古・最大級と言われている半田市天然記念物の白モッコウバラ（萬三の白モッコウバラ）が咲くことでも知られる。
2022年（令和4年）5月20日、主屋、書院及び茶室、北座敷、西誓院、隠宅及び竹の間、辰巳蔵、乾蔵、文庫蔵、新蔵、道具蔵、表門の12棟を重要文化財に新規に指定することを文部科学大臣に答申され、2022年（令和4年）9月20日の官報告示で正式に指定された。なお、これに伴い登録有形文化財の登録は抹消された。
2024年（令和6年）4月18日、小栗家住宅内に、半田市中心市街地活性化に向けた半田運河エリアのまちづくり拠点として、半田市観光協会が運営する「＿unga（スペース うんが）」が設置された。ここでは、地域とのコミュニティ形成やまちづくりに参画するキーパーソン（個人・法人等）の発掘・コーディネートをするとともに、良質な景観、点在する地域資源や低未利用地等を活用し、地域経済の活性化や生活の質の向上等、更なるエリアの価値向上を図ることを目的としている。

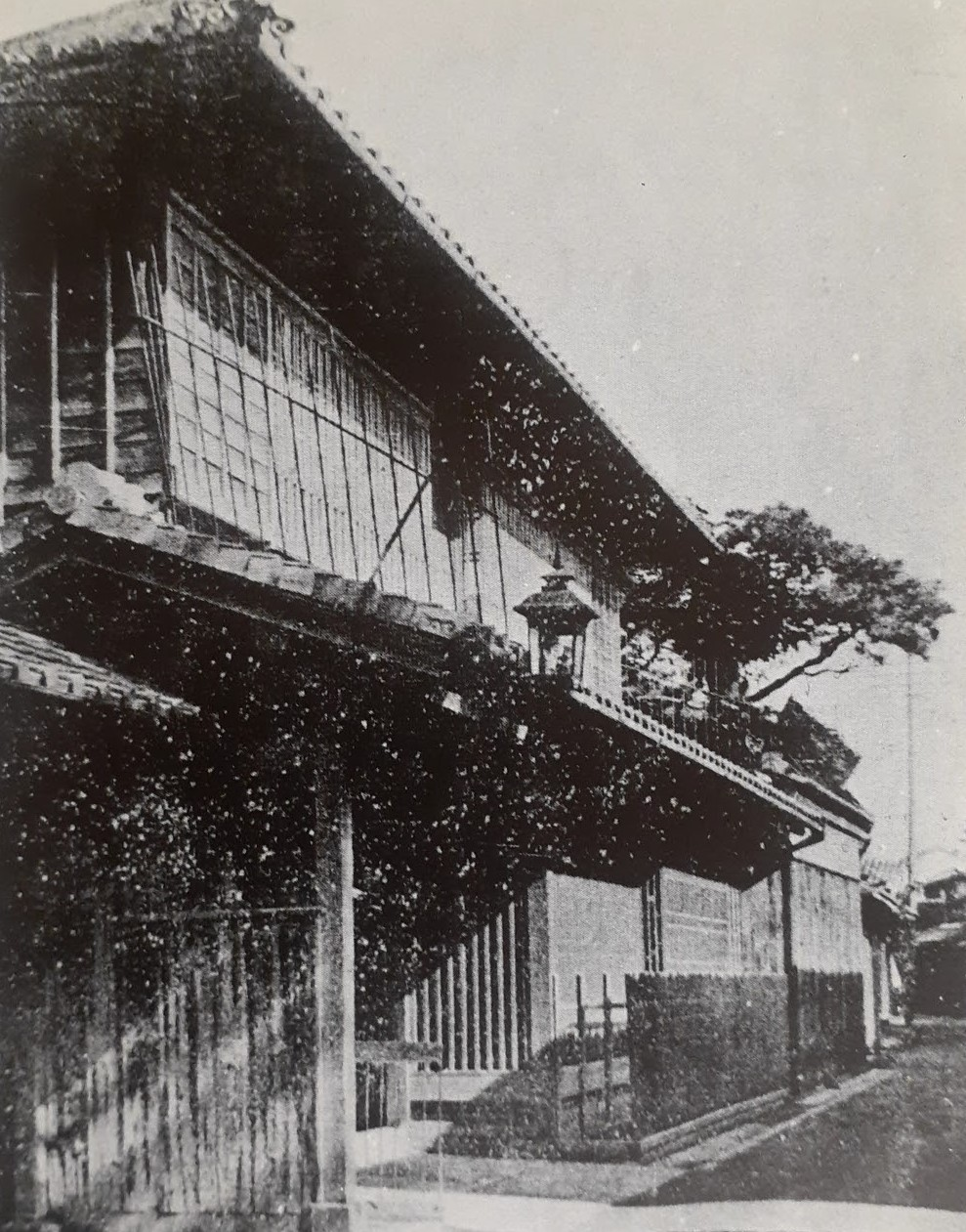
明治末期の萬三商店（小栗家住宅）
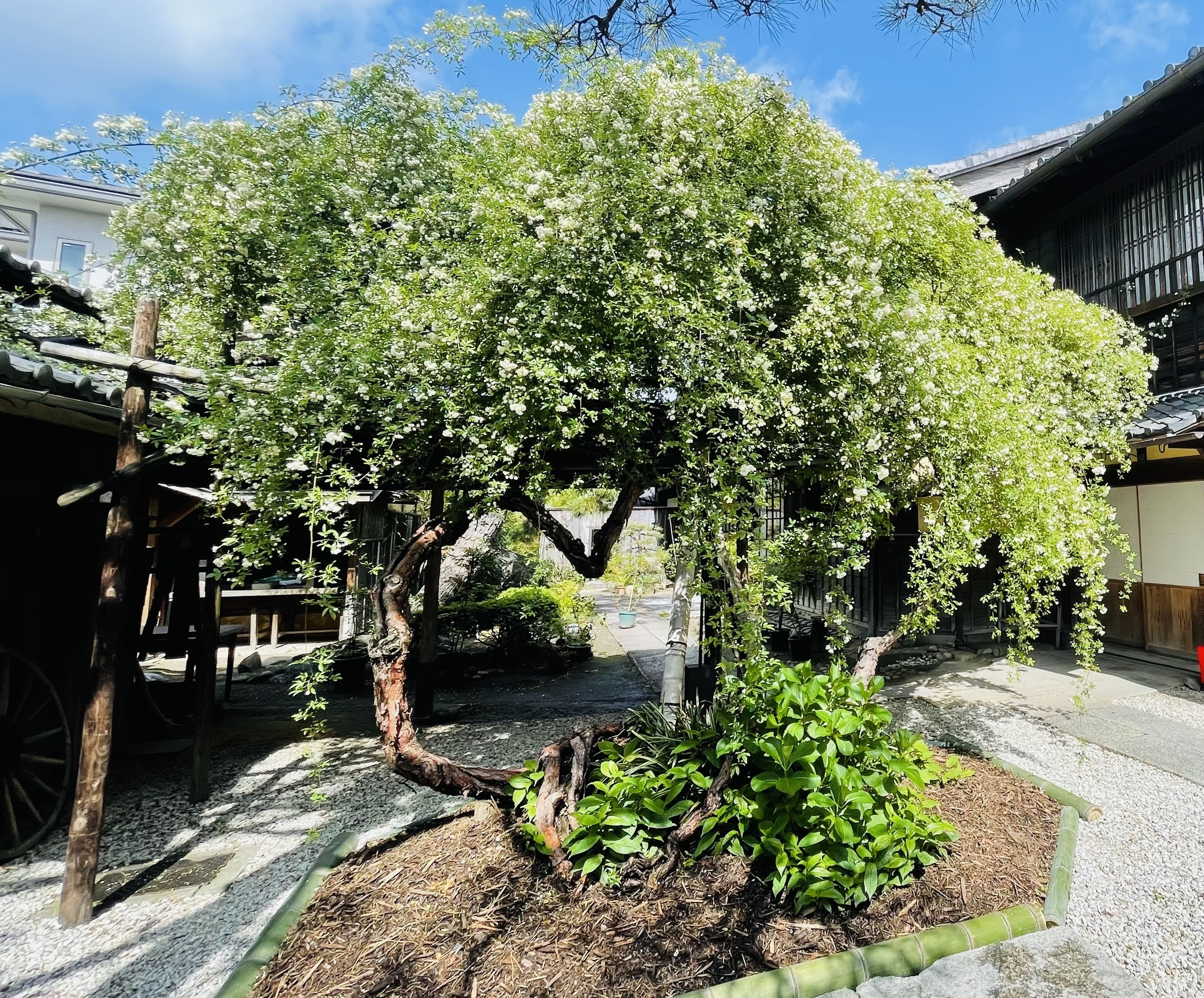
萬三の白モッコウバラ

## 交通アクセス
- JR武豊線「半田駅」から徒歩約5分[13]。